# Корнієнко Оксана Іванівна
Оксана Іванівна Корнієнко (нар. 11 травня 1961, Чернігів) — українська художниця.

## Біографія
Корнієнко Оксана Іванівна народилася 11 травня 1961 року в місті Чернігові. У 1985 році закінчила Харківський інженерно-будівельний інститут за фахом «архітектура». Педагоги — Васильєв В. (архітектурне проектування), Куліков В. (живопис), Алієв І. (малюнок). Працювала в Чернігівських художніх майстернях при спілці художників України. 3 2000 року стала брати активну участь в обласних та Всеукраїнських художніх виставках. 3 2005 року член спілки художників України.
Корнієнко Оксана Іванівна працює в галузі станкового живопису. Її жанровий діапазон — тематичні картини, пейзаж, натюрморт, портрети у стилі ліричного експресіонізму.
Творам Корнієнко О. притаманні щедрість кольору, чесність живопису, щирість почуттів, бажання донести до глядача свій погляд на цей світ, відобразити на полотні його неповторність. Художниця прагне звернути увагу на найдрібніші деталі, що оточують нас, показати їх, непомітне, на перший погляд, благородство, розказати їх історію.
Її живопис має свій стиль, авторську манеру виконання, сучасність погляду. Але Корнієнко O. знаходиться в постійному пошуку нових форм, прийомів зображення, оригінальних ідей в тематиці творів, їх композиційного та колористичного рішення. Багато уваги приділяє натурі. Її картини не можна назвати цілком реалістичними, але завжди поштовхом для її створення є якесь побіжне враження, будь від чого. Це може бути старовинна річ, або, захований в зелені куточок рідного Чернігова, кумедна поведінка домашнього улюбленця, або прекрасна квітка.

## Основні роботи
«Соняхи», «Натюрморт з ананасом» (обидва – 2004), «Вишневий цвіт», «У світі домашніх тварин» (обидва – 2005), «Іриси та піони» (2006), «Анюта», «Спека», «Там лілії цвітуть…» (усі – 2007), «Дівчина мрії», «Натюрморт із канаркою», «Біла киця» (усі – 2008), «Раритети», «Якось восени», «Перський бузок», «Запрошує травень» (усі – 2011), «Час хризантем» (2012).

## Виставки
- 2004 — персональна виставка (Чернігів);
- 2005 — персональна виставка (Чернігів);
- 2006 — персональні виставки (Київ, галерея «Грифон»; Чернігів);
- 2011 — персональна виставка («Оглянувшись вокруг», Чернігів);
- 2011 — персональна виставка (Культурно-освітній центр «Мастер Клас», Київ)[2].